# Stevica Ristić
Stevica Ristić (Vršac, Voivodina, 23 de mayo de 1982) es un futbolista serbio, nacionalizado macedonio. Juega de delantero y su equipo actual es el Jeonnam Dragons.

## Selección nacional
Ha sido internacional con la selección de fútbol de Macedonia del Norte, ha jugado 17 partidos internacionales y ha anotado 1 gol.

## Clubes
Actualizado al último partido jugado el 16 de marzo de 2014.
| Club                     | País                | Año       | Partidos (Liga) | Goles (Liga) |
| ------------------------ | ------------------- | --------- | --------------- | ------------ |
| FK Sileks Kratovo        | Macedonia del Norte | 2003-2006 | 82              | 67           |
| Jeonbuk Hyundai Motors   | Corea del Sur       | 2007-2009 | 35              | 14           |
| Pohang Steelers (cedido) | Corea del Sur       | 2008-2009 | 31              | 13           |
| FK Bunyodkor             | Uzbekistán          | 2009-2010 | 24              | 18           |
| FC Amkar Perm            | Rusia               | 2010-2011 | 23              | 6            |
| Suwon Bluewings          | Corea del Sur       | 2011-2013 | 61              | 23           |
| Shonan Bellmare          | Japón               | 2013      | 8               | 1            |
| Jeonnam Dragons          | Corea del Sur       | 2014-     | 2               | 0            |

## Palmarés

### Torneos nacionales
| Título             | Club            | País          | Año  |
| ------------------ | --------------- | ------------- | ---- |
| Korean FA Cup      | Pohang Steelers | Corea del Sur | 2008 |
| K-League Cup       | Pohang Steelers | Corea del Sur | 2009 |
| Copa de Uzbekistán | FK Bunyodkor    | Uzbekistán    | 2010 |

### Torneos internacionales
| Título                      | Club            | País          | Año  |
| --------------------------- | --------------- | ------------- | ---- |
| Liga de Campeones de la AFC | Pohang Steelers | Corea del Sur | 2009 |